# Dubaï Flamingo
Pour plus de détails, voir Fiche technique et Distribution.
Dubaï Flamingo est un film français-lusitano-émirati réalisé par Delphine Kreuter, sorti en 2012.

## Synopsis
Vincent vit à Dubaï avec sa femme. Celle-ci disparait subitement sans laisser de traces. Vincent se lance à sa recherche accompagné par Jackie, une jeune femme qu'il rencontre par hasard et qui n'a qu'une obsession : enterrer son loup des steppes. Vincent et Jackie s'engagent alors dans un périple fantaisiste, poétique, loufoque et intemporel où se mêlent la réalité et l'imaginaire entre ville et désert. Un road movie psychédélique, étrange et initiatique.

## Fiche technique
- Titre : Dubaï Flamingo
- Réalisation : Delphine Kreuter
- Scénario : Delphine Kreuter
- Photographie : David Morille
- Montage : Carlos Madaleno
- Musique : Frédérick Galiay
- Son : Ricardo Leal
- Producteurs : Paulo Branco et Amaury Simon
- Sociétés de production : Alfama Films, Clap Filmes, e-Motion International, Jumeirah The Meydan Dubai
- Sociétés de distribution : Alfama Films, Clap - Produção de Filmes
- Pays d'origine :  France |  Portugal |  Émirats arabes unis
- Langue : français, espagnol, anglais et arabe
- Format : couleur - 2,35:1 - Dolby Digital - 35 mm
- Genre : comédie dramatique
- Durée : 84 minutes
- Date de sortie : 18 janvier 2012

## Distribution
- Sergi López : Vincent
- Vanessa Paradis : Jackie
- Florence Thomassin : Livia
- Claire Nebout : La chanteuse
- Pratheen Ramalingam : Victor Hugo
- Isabelle Huppert : La chèvre